# Furry fandom

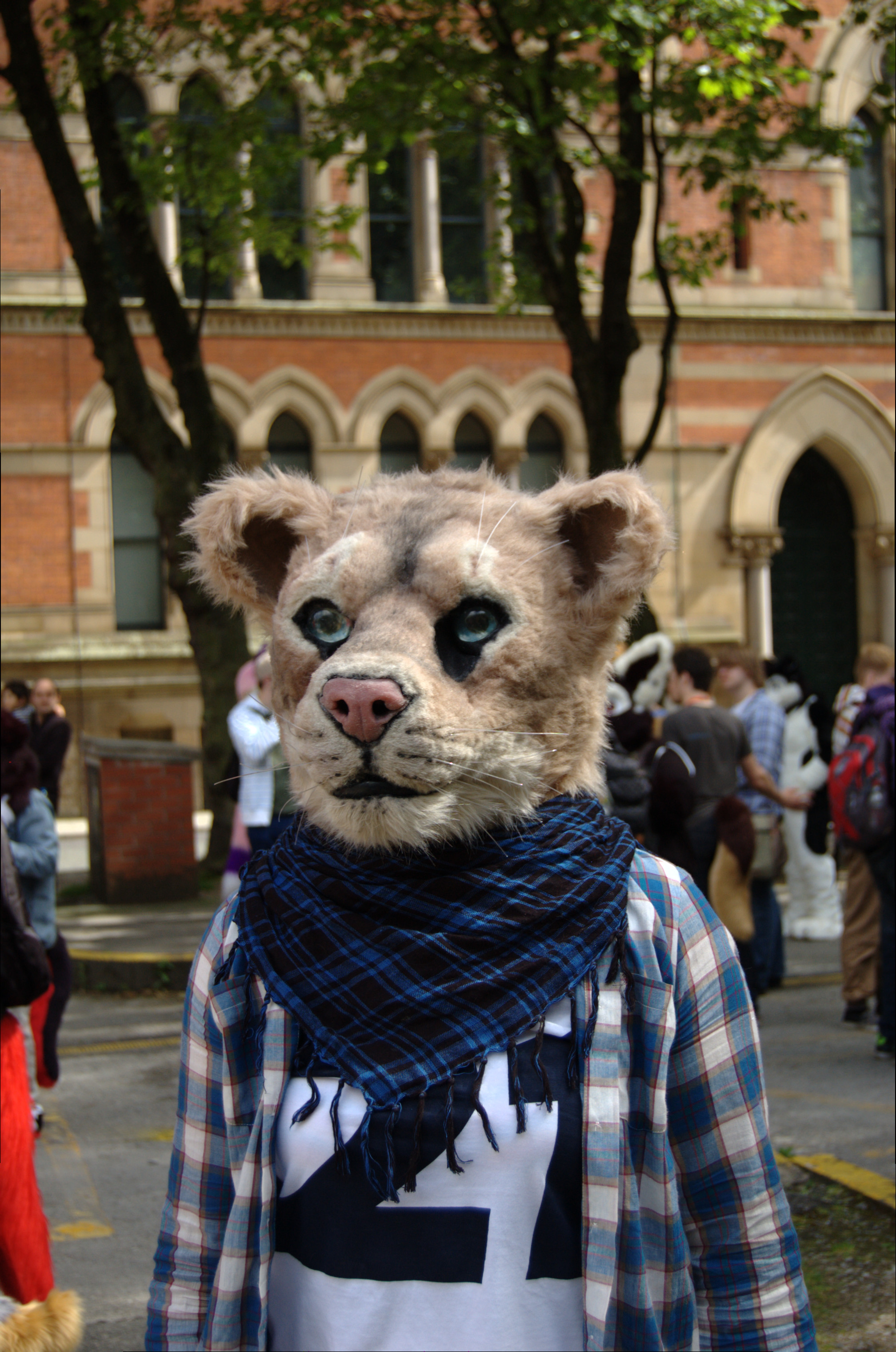
Foto d'un felí antropomorf a la convenció de Furry fandom a Manchester, Anglaterra.

El furry fandom (també conegut com a furrydom, furridom, fur fandom o furdom) és una subcultura fandom interessada en la ficció de personatges animals antropomòrfics i, normalment, disfressar-se d'animal antropomòrfic. Els exemples d'atributs antropomòrfics inclouen expressions facials humanes i d'intel·ligència, la capacitat de parlar, caminar sobre dues cames, i usar roba. Furry fandom també s'utilitza per referir-se a la comunitat de persones que es reuneixen a Internet i en convencions furry.

## Història
Si bé l'interès i la representació d'animals antropomòrfics s'observa en l'ésser humà des de les primeres civilitzacions, el terme furry sorgeix en una convenció de ciència-ficció l'any 1980, quan, segons l'historiador en còmics i novel·les Frederick Walter Patten, es va crear un debat per un personatge del còmic Albedo Anthropomorphics de Steve Gallacci.
Amb els primers membres d'aquesta subcultura va sorgir la idea de portar aquest moviment a convencions íntegrament dedicades a aquest tema. Aquestes s'anomenen "furcon" (contracció de les paraules angleses furry convention) i hi assisteixen artistes, furries disfressats (coneguts com a fursuiters), seguidors de la subcultura i persones que, no sempre, són part de la mateixa però que assisteixen com a simples espectadors.

## Furmeets
Una furmeet (de l'anglès fur, pelatge, i meet, trobada) és una petita reunió de furries, és una activitat popular dins d'aquesta subcultura. Se sol executar en llocs públics i des d'allí es realitzaran diferents activitats com anar al cinema, menjar, jugar cartes, etc.

## Fursuits

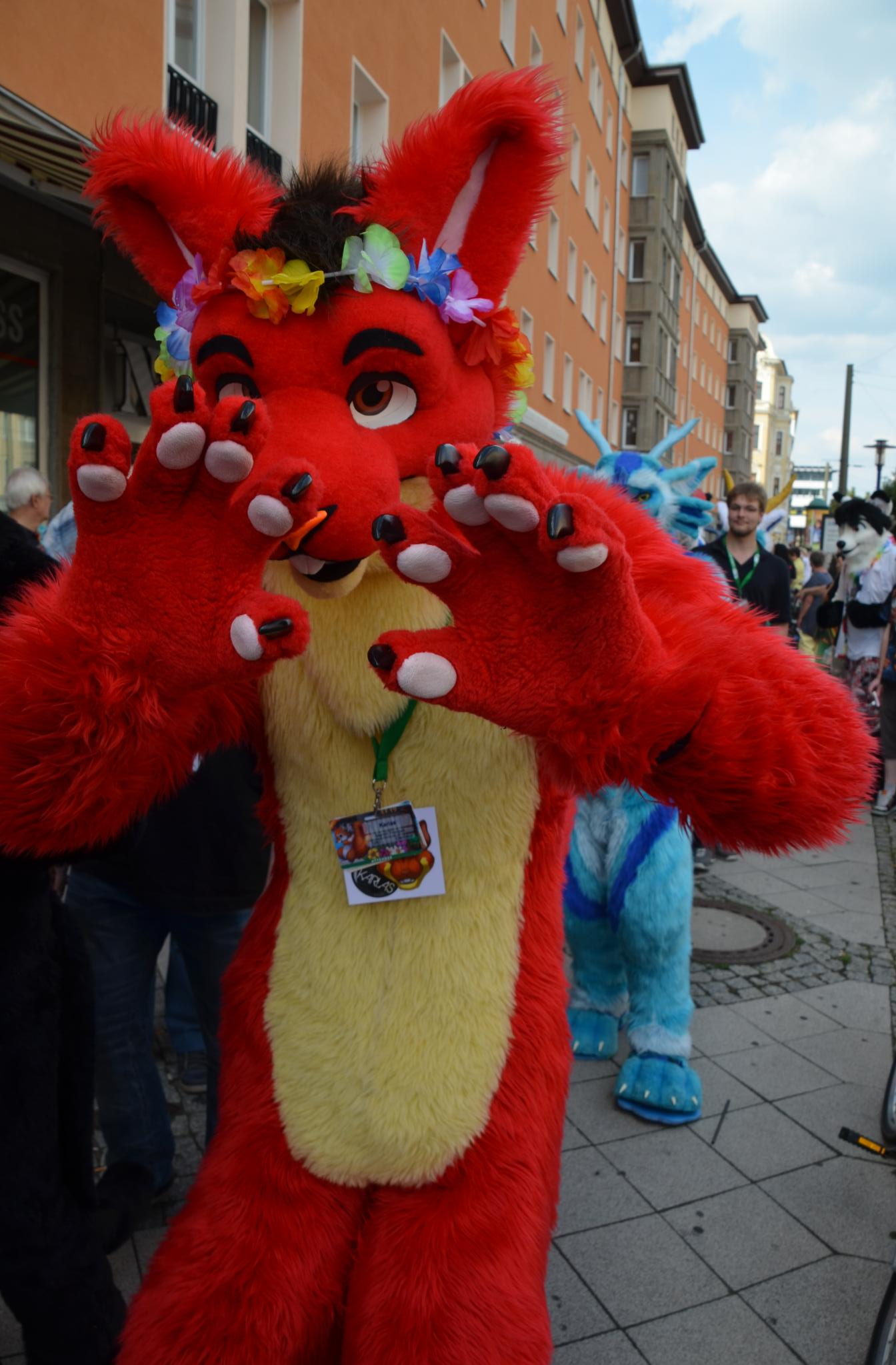
Desfilada furry amb motiu del Eurofurence 19 a Magdeburg.

Un fursuit (de l'anglès fur, pelatge, i suit, vestit) és una disfressa d'animal associat amb el furry fandom. Van des de simples cua i orelles fins a disfresses de cos complet refrigerats per ventiladors a piles semblants a les disfresses de mascotes esportives. L'acció de portar un fursuit en anglès es diu "fursuiting".
El fursuit típic és el de cos complet, que consisteix en un cap, potes davanteres (mans), potes posteriors (peus) i un cos amb una cua; en alguns casos, la cua se subjecta amb un cinturó i surt per un forat en la part posterior de la disfressa. Molts fursuits inclouen algun farciment especial sota per donar-li al personatge la seva forma desitjada (especialment en personatges alts o d'un sexe en particular).
Una disfressa parcial inclou tot l'esmentat prèviament excepte el cos. Això permet que es pugui utilitzar roba comuna, o una altra disfressa diferent, juntament amb potes, cap, i cua. En disfresses parcials, la cua sol estar unida a un cinturó, i els braços i cames tenen mànigues que poden arribar fins a les espatlles o pelvis, respectivament.
Recentment, s'ha creat un tercer tipus de vestit, la disfressa tres quarts, que inclou cap, braços i pantalons fets perquè semblin cames, cua, i peus de l'animal, la qual cosa és útil per a personatges que només porten samarreta.

## Fursona
La fursona (de l'anglès fur, pelatge, i el llatí persona, persona) fa referència a un personatge o identitat assumida per una persona associada amb el furry fandom. Les fursones solen ser animals antropomòrfics de qualsevol espècie real o fantàstica (la creació d'una fursona, en ser part d'una cultura fantasiosa, no té límits o regles algunes, no es mesura per principis de la lògica ni la realitat), per tant podem trobar un tigre morat, una au amb banyes o un gos amb cua d'un rèptil.
L'elecció de l'animal base o els animals que formaran a la fursona en un començament es va basar en l'elecció per similitud de comportament entre l'animal en si i la persona a la qual representa, cercant crear-ne un àlter ego. Actualment, si bé el principi bàsic es manté inconscientment, les persones que creen una fursona ho fan a partir de la seva creativitat i els seus gustos cap a diferents animals, donant-li una personalitat i caràcter, però sense buscar una significació més profunda o fonamentada.

## Convencions

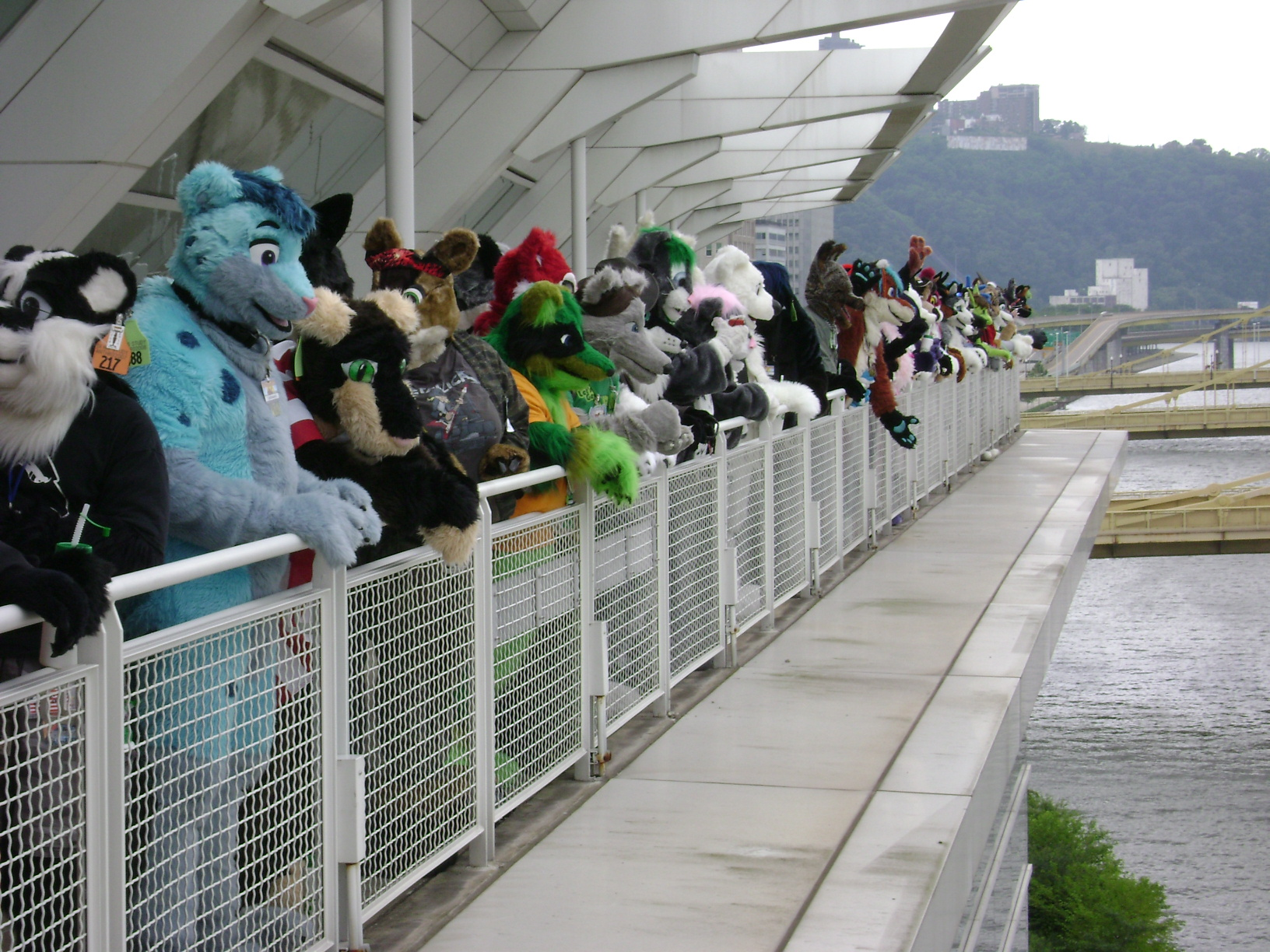
Desfilada de fursuits en la convenció Anthrocon 2008

Una convenció furry és una trobada formal dels membres del furry fandom. Aquestes convencions els donen als fans un espai per reunir-se, intercanviar idees, realitzar negocis i participar en activitats d'entreteniment i recreació centrades en el concepte del furry fandom. Van sorgir a Califòrnia, Estats Units, a mitjan anys 1980. Actualment es realitzen més de 25 convencions furry anualment a tot el món, la majoria a Amèrica del Nord i Europa.

Notablement a Catalunya la primera convenció Furry va tenir lloc del 13 al 15 de Juliol de 2018 sota el nom de Furcelona.

## El Furry Fandom a Catalunya
El Furry Fandom és present a Catalunya a través de diferents xarxes socials, events (furmeets) fets pels mateixos integrants. Es pot trobar informació sobre el furry fandom i com establir-hi contacte a través del web Furry.cat.